# Imprint (Masters of Horror)
"Imprint" és el tretzè episodi de la primera temporada de Masters of Horror. Dirigit per Takashi Miike, l'episodi estava programat per estrenar-se el 27 de gener de 2006, però Showtime va deixar de banda les preocupacions pel seu contingut gràfic i inquietant. Més tard es va publicar en DVD el 26 de setembre de 2006.

## Argument
Christopher, un periodista estatunidenc de l'època victoriana, viatja pel Japó buscant Komomo, una núvia perduda que havia promès rescatar de la prostitució i portar als Estats Units. Aterrant a una illa poblada únicament per prostitutes i els seus amos, és sol·licitat per un captaire sifilític. Christopher hi ha de passar la nit, demanant la companyia d'una noia.
Desfigurada i pertorbada, la noia afirma una connexió més estreta amb els morts que els vius. Ella li diu que Komomo era aquí, però que es va penjar després que el seu amant mai vingués a buscar-la. Desconcertat, Christopher busca consol en el sake. S'adorm, demana un conte abans d'anar a dormir. La noia explica el seu passat: la seva mare, llevadora, es va veure obligada a vendre-la a un bordell després de la mort del seu pare. Komomo era la noia més popular d'allà, provocant la gelosia de les altres. Quan l'anell de jade de la senyora va ser robat, Komomo va ser torturada perquè confessés. Després de patir horriblement (aixelles cremades, agulles clavades sota les ungles i a les genives) es va penjar en el turment, cansada d'esperar el seu amant.
Christopher es nega a creure la història i demana tota la veritat. La noia torna a començar; en el segon relat, la seva família ja no és feliç ni estimada; el seu pare era alcohòlic, la seva mare una proveïdora d'atenció a l'avortament. Va ser acollida per un sacerdot budista, que la va assetjar i va inspirar una obsessió per l'infern. Va matar el seu pare per violar-la. Ella ofereix una nova versió del destí de Komomo. La noia desfigurada va robar l'anell de jade i va plantar la forquilla de Komomo per incriminar-la i després que Komomo fos torturada, la va matar. Ella explica que tenia la intenció de salvar Komomo de l'infern: com Komomo estaria condemnada per tenir un amic tan malvat, només a través de la traïció podria trencar l'amistat i assegurar a Komomo un bell més enllà.
Christopher està desesperadament convençut que alguna cosa no li han dit. Aleshores, la dona revela un secret horripilant: un segon cap minúscul al centre d'una mà amagat sota els seus cabells, la seva "germana petita", un bessó paràsit, la identitat de la dona ara es revela en part com la d'un Futakuchi-onna, un tipus de ésser sobrenatural. La seva mare i el seu pare havien estat germà i germana; "Little Sis" va ser el fruit del seu incest. Va ser "La germana petita" qui li va ordenar que matés el seu pare i li robessin l'anell. Quan la mà comença a parlar com Komomo, en Christopher és superat per la bogeria i amenaça de disparar-li. Ella li informa que allà on vagi, estarà a l'infern; un salt enrere implica que va assassinar la seva pròpia germana quan era nen. Dispara a la noia al cor i al cap. Abans de morir, el cos de la noia es converteix en Komomo.
L'epíleg mostra Christopher a una presó japonesa complint pena per l'assassinat de la noia. Quan li donen una ració d'aigua, al·lucina que la galleda conté un fetus avortat, i bressola la galleda mentre canta una cançó de bressol, feta companyia dels fantasmes de Komomo i la seva germana morta.

## Repartiment
- Billy Drago : Christopher
- Yūki Kudō : la prostituta desfigurada
- Toshie Negishi : la mestressa del bordell
- Michie Itô : Komomo

## Producció
El director japonès Takashi Miike va ser un dels cineastes escollits per crear un episodi de Masters of Horror. Considerat com un "director deliberadament i espectacularment transgressor, el treball del qual és destacat per una part substancial de la jove generació de crítics d'Internet i aficionats al cinema de terror, mentre que habitualment rebutjat com a repulsivament sàdic per bona part dels mitjans de comunicació convencionals", Miike va crear "Imprint" basada en una història tradicional japonesa, "Bokkee Kyotee", de Shimako Iwai. Va explicar els motius pels quals va triar la pel·lícula: "Tenia una senzillesa que m'agradava. A més, tenia aquest tipus d'història que m'imaginava el públic explicant als seus amics després de veure la pel·lícula. És una història que es podria haver explicat abans que el gènere de terror. hi havia al voltant, és més com un kaidan: una història de por tradicional."
Incloïa representacions gràfiques de violència i fetus avortats, però Miike creia que es mantenia dins dels límits de l'acceptabilitat: "Vaig pensar que estava al límit del que toleraria la televisió estatunidenca. Mentre feia la pel·lícula vaig seguir comprovant assegura't que no anava per sobre de la línia, però òbviament vaig estimar malament."
Després de previsualitzar l'episodi, Mick Garris, el creador de la sèrie i productor executiu, va sol·licitar que s'edités per atenuar el contingut, però, malgrat que s'hi van fer alguns canvis, Showtime va considerar que era massa inquietant per emetre's a la televisió. L'episodi, programat per a l'emissió el 27 de gener de 2006, es va cancel·lar i es va convertir en l'únic de la sèrie que no es va emetre als Estats Units. Tanmateix, es va projectar al Festival Internacional de Cinema Fantàstic de Yubari al Japó el 25 de febrer de 2006 i es va emetre al Regne Unit a Bravo (canal de televisió britànic) el 7 d'abril de 2006.

## Llançament
El DVD es va publicar el 26 de setembre de 2006. Va ser el tretzè episodi de la primera temporada i el desè que es publicava en DVD. L'episodi apareix al quart volum de la compilació Blu-ray Disc de la sèrie.
Chiller va emetre l'episodi com a part de la repetició de la sèrie al canal; no obstant això, juntament amb alguns continguts de llenguatge i nuesa, Chiller va eliminar algunes escenes, com algunes de les tortures de Komomo i la representació de fetus.